# Фітіонешть (комуна)
Фітіонешть, Фітіонешті (рум. Fitionești) — комуна у повіті Вранча в Румунії. До складу комуни входять такі села (дані про населення за 2002 рік):
- Гімічешть (414 осіб)
- Менестіоара (369 осіб)
- Фітіонешть (1668 осіб) — адміністративний центр комуни
- Холбенешть (232 особи)
- Чоленешть (176 осіб)

Комуна розташована на відстані 187 км на північний схід від Бухареста, 33 км на північ від Фокшан, 136 км на південь від Ясс, 97 км на північний захід від Галаца, 117 км на схід від Брашова.

## Населення
За даними перепису населення 2002 року у комуні проживали 2859 осіб.
Національний склад населення комуни:
| Національність | Кількість осіб | Відсоток |
| -------------- | -------------- | -------- |
| румуни         | 2857           | 99,9%    |
| угорці         | 1              | < 0,1%   |
| німці          | 1              | < 0,1%   |

Рідною мовою назвали:
| Мова      | Кількість осіб | Відсоток |
| --------- | -------------- | -------- |
| румунська | 2857           | 99,9%    |
| угорська  | 1              | < 0,1%   |
| німецька  | 1              | < 0,1%   |

Склад населення комуни за віросповіданням:
| Релігія       | Кількість осіб | Відсоток |
| ------------- | -------------- | -------- |
| православні   | 2803           | 98,0%    |
| адвентисти    | 22             | 0,8%     |
| старообрядці  | 12             | 0,4%     |
| бретрени      | 9              | 0,3%     |
| баптисти      | 7              | 0,2%     |
| римо-католики | 5              | 0,2%     |
| п'ятдесятники | 1              | < 0,1%   |